# Поперечный Зерентуй
Поперечный Зерентуй (бур. Хүндэлэн Зээрэнтэй) — опустевшее село в Нерчинско-Заводском районе Забайкальского края. Входит в состав сельского поселения «Больше-Зерентуйское».

## География
Находится в 41 км на северо-западе от села Нерчинский Завод.

## История
Поперечный Зерентуй являлся казачьим посёлком. На 1917 год в населённом пункте функционировало одноклассное училище, поселковое управление, торговые лавки. По воспоминаниям Константина Седых (описывающего село в книге Даурия), в 1910-е годы в селе было 154 двора, проживали около тысячи человек. 47 дворов в Поперечном Зерентуе принадлежали роду Лопатиных, 17 — Седых, ещё по примерно десять дворов принадлежало родам Доровских, Коноплёвых, Пестовых и Каргиных. Уличная сеть населённого пункта состояла из 4 улиц: Царской (самая крупная), Харичи, Подгорной и Курлычи. Над крутым бугром в центре села располагался родник, рядом стояли старая часовня и церковь. Церковь была голубого цвета, на ней стояли позолоченные кресты.
Согласно Переписи населения СССР 1926 года, Поперечный Зерентуй относился к Поперечно-Зерентуйскому сельсовету Нерчинско-Заводского района Сретенского округа Дальневосточного края. Там насчитывалось 155 хозяйств, среди них 144 хозяйства крестьянского типа и 11 прочих. По национальному составу преобладали русские, они вели 151 из 155 хозяйств. Население села составляло 730 человек (365 мужчин и 365 женщин).
В 1931 году в Поперечном Зерентуе организован колхоз имени Василия Блюхера. В 1951 году в соответствием с программой укрупнения колхозов этот колхоз был объединён с колхозом имени Семёна Будённого. В 1961 году колхоз вошёл в состав совхоза «Зерентуйский».

## Экономика
Основным занятием жителей Поперечного Зерентуя было сельское хозяйство. Большинство жителей работали в кооперативе «Зерентуйский», специализировавшемся на мясо-молочном и зерноводческом направлении или вели личное подсобное хозяйство.

## Население
| 1989 | 2002 | 2010 | 2014 | 2021 |
| ---- | ---- | ---- | ---- | ---- |
| 64   | ↘16  | ↘0   | →0   | ↗1   |

На 1989 год население села составило 64 человека. В 2002 году — 16 жителей.

## Известные уроженцы
- Седых, Константин Фёдорович — русский советский писатель и поэт. Лауреат Сталинской премии второй степени (1950). Почётный гражданин города Иркутска (1967).